# Días de poder
Días de poder es una película venezolana, producida por la Fundación Villa del Cine, dirigida por Román Chalbaud, con guion de José Ignacio Cabrujas. Fue estrenada en Venezuela en 2011.

## Argumento
Días de poder se desarrolla en la Caracas de los años 60, en una época de luchas y transformaciones políticas y sociales. Tras la caída de la dictadura perezjimenista, represora de la juventud que la adversaba, Fernando Quintero (Gustavo Camacho), líder revolucionario asciende al poder institucional, dejando así traicionar sus ideales para convertirse en cómplice de la represión que antes había combatido. Su hijo Efraín (Theylor Plaza), heredero de sus viejas convicciones se siente implicado, generándole contradicciones que lo convierten en un activo adversario del gobierno y de su propio padre, desencadenando un atormentado final.

## Ficha técnica
Dirección de Casting: Janet Thode / Sonido: Josué Saavedra / Dirección de Arte: Asdrúbal Meléndez / Maquillaje: Mary Duarte / Vestuario: Natalia Altagracia de Martínez / Música Original: Francisco Cabrujas / Montaje: Julio García / Dirección de Fotografía:Vitelbo Vásquez / Producción General: Hilda De Luca / Producción Ejecutiva: Villa del Cine / Guion Original: Román Chalbaud y José Ignacio Cabrujas / Dirigido por: Román Chalbaud

## Ficha artística
Rumbo Dennys, como narrador, en una participación especial dentro de la película / Theylor Plaza / Paula Woyzechowsky / Gladys Prince / Manola García Maldonado / Antonieta Colón / Germán Mendieta /  Adriana Gavini / Carlos Daniel Alvarado / Fernando Moreno / Vito Lonardo / Francis Rueda / Julio César Mármol/ Jorge Canelón / Alexander Solórzano / Pedro Durán / Roberto Montemarani / Elio Pietrini / Carlos Delgado / Ricardo Martínez / Alejandro Palacios / Marcos Alcalá / Román Chalbaud / Freddy Salazar / Martha Carbillo / Halid Salazar / Armando Volcanes / Frank Maneiro / Oliver Morillo / Manuel Boffil / Carlos Carrero / José Manuel Alegría / Alberto González / Ivelice Velazco / Dimas González / José Luis Márquez / Frank Francisco / Yugui López / José Luis Montero / Víctor Febres / Eduardo Gadea Pérez / María Alejandra Ydler.
Tiempo de rodaje: 6 semanas